# 小宮文人
小宮 文人（こみや ふみと、1948年7月15日 - ）は、日本の法学者。専門は、労働法・社会保障法・労使関係論社会学（社会福祉関係含む）。特に、日本・英米法圏の解雇法制を研究。学位は、博士（法学）（北海道大学・1992年）（学位論文「英米解雇法制の研究」）。学位は、Ph.D.（ロンドン大学・1996年）。専修大学元教授。神奈川県生まれ。

## エピソード
2006年10月北海道人事委員会人事委員（非常勤）離職後、急逝した倉田聡に代わり、国会の厚生労働委員会等に参考人として出席した。

## 略歴

### 学歴
- 神奈川県立鎌倉高等学校卒業
- 1972年　北海道大学法学部卒業
- 1981年　北海道大学大学院法学研究科博士課程中退
- 1984年　カリフォルニア大学バークレー法科大学院で法学修士（LL.M.）
- 1992年　北海道大学より学位論文「英米解雇法制の研究」で法学博士の学位を取得[1]
- 1996年　ロンドン・スクール・オブ・エコノミクス(LSE)大学院で博士号（Ph.D.）取得[2]

### 職歴
- 1972年　川崎製鉄（現JFEスチール）勤務
- 1981年　北海学園大学法学部講師
- 1983年　北海学園大学法学部助教授
- 1990年　北海学園大学法学部教授
- 2005年　北海学園大学大学院法務研究科教授
- 2006年　北海学園大学大学院法学研究科長（～2009年）
- 2011年　専修大学法科大学院教授・同法学部教授
- 2019年　専修大学定年退職[3]

#### 兼職
- ペース大学（アメリカ）法科大学院客員教授
- ルーヴァン大学（ベルギー）客員教授[4]

#### 学外における役職
- 日本労働法学会理事・企画委員
- 北海道労働審議会会長（2006年～2011年）[5]

## 主著

### 単著
- 『英米解雇法制の研究』（信山社出版、1993年）-　なおこの時に冲永賞を受賞している。
- 『イギリス労働法』（信山社出版、2001年）
- 『現代イギリス雇用法‐その歴史的展開と政策的特徴』（信山社出版、2006年）
- 『雇用終了の法理』（信山社出版、2010年）

このほか近年は日本の労働法を欧米に紹介するための翻訳活動も精力的に行っている。

### 共著
- （道幸哲也）（島田陽一）『雇用をめぐる法律問題』（旬報社、1998年）
- （角田邦重ほか編）『新現代労働法入門』（法律文化社、2000年初版・2009年第4版）
- （濱口桂一郎）『EU労働法全書』（旬報社、2005年）
- （北海道大学労働判例研究会）『職場はどうなる労働契約法制の課題』（明石書店、2006年）
- （島田陽一）（加藤智章）（菊池馨実）編『社会法の再構築』（旬報社、2011年）
- （道幸哲也）（本久洋一）『判例ナビゲーション 労働法』（日本評論社、2014年）
- （毛塚勝利ほか編）『アクチュアル労働法』（法律文化社、2014年）
- （本久洋一と共編）『労働法の基本』（法律文化社、2019年）